# دنیس گالیمزیانوف
دنیس گالیمزیانوف (تاتاری: Денис Рамил улы Галимҗанов؛ زادهٔ ۷ مارس ۱۹۸۷) دوچرخه‌سوار اهل روسیه است.
از باشگاه‌هایی که در آن بازی کرده‌است می‌توان به تیم کاتیوشا–آلپتسین اشاره کرد.